# Гвідо Альберто Фано
Гвідо Альберто Фано (італ. Guido Alberto Fano; *18 травня 1875, Падуя — †14 серпня 1961, Спілімберго) — італійський композитор, піаніст, педагог і диригент.
У 1894—1897 роках вивчав фортепіано і композиції Джузеппе Мартуччі, який вважав його своїм найкращим учнем. Після отримання диплому композитора, посів перше місце за «Società del Quartetto», сонати для фортепіано та віолончелі. Разом з Габріеле д'Аннунціо працював над виданням музичної продукції Антонія Сконтріно. В 1905—1912 роках займав посаду директора консерваторії Парми, в то й же час писав композиції та навчався диригенству. Потім очолив консерваторії в Неаполі і Палермо. Одним з його учнів був Франко Капуана. Фано виступав як піаніст і член камерних груп, також диригував симфонічними оркестрами. Активно виступав за популяризацію класичної музики. У 1938 році Фано припиняє свою роботу через тодішній режим, в 1943—1945 роках переховувався у Фоссомброне та Ассізі. Після війни Гвідо повернувся до роботи.

## Основні роботи

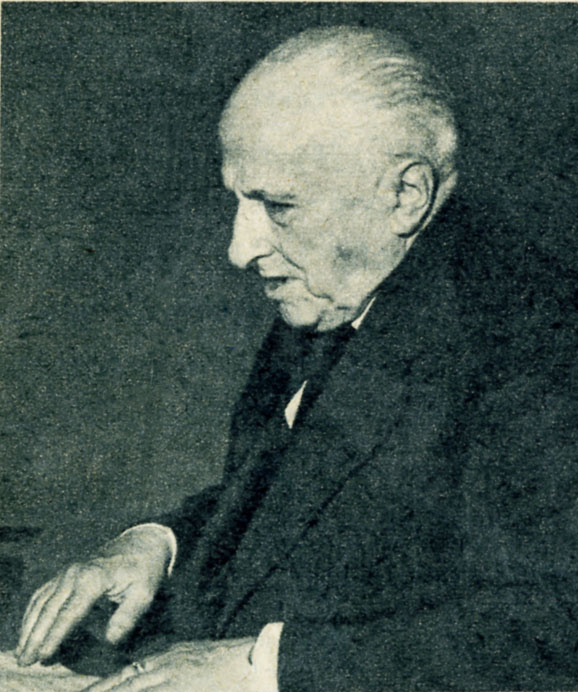
Гвідо Альберто Фано

### Опера
- Astrea, 1903
- Juturna, 1912

### Симфонічна музика
- Preludio sinfonico, 1896
- Andante e allegro con fuoco per pianoforte e orchestra, 1900
- Due poemi per canto e grande orchestra, 1907
- La tentazione di Gesù, 1909
- Impressioni sinfoniche da Napoleone, 1949

### Камерна музика
- Fantasia Sonata na skrzypce i fortepian, 1893
- Romanza na fortepian i wiolonczelę, 1894
- Pagine d'album na skrzypce i fortepian, 1895
- Andante appassionato na skrzypce i fortepian, 1896
- Sonata na fortepian i wiolonczelę, 1898
- Quintette na fortepian i instrumenty smyczkowe, 1917
- Ansietà na skrzypce i fortepian, 1932
- Allegretto scherzoso na fortepian i wiolonczelę, 1932

### Фортепіанна музика
- Allegro, Melodia, Presto, 1892
- Preludio, Mestizia, Valse-Impromptu, Intermezzo, Studio, Finale, 1892-93
- Sonatina, 1895
- Sonata, 1895-99
- Quattro Fantasie, 1896
- L'enfant s'amuse; Imago … e Solitudo, 1933
- Tema con variazioni, 1941
- Corale variato, 1942

### Вокальна музика для голосу і фортепіано
- Cinque canti до тексту Джузеппе Ліпаріньєго, 1900
- Tre Canzoni del Decameron до тексту Джованні Боккаччо, 1901
- Nebbia до тексту Джованні Пасколі, 1906
- Passa la nave mia до тексту Джозуе Кардуччі, на вірші Генріха Гейне, 1906
- Vere novo до тексту Джозуе Кардуччі, 1906
- Il sogno della vergine до тексту Джованні Пасколі, 1913
- Le Lis до тексту Альфонса де Ламартіна, 1916
- Triste canto до тексту Enrica Panzacchiego, 1933
- Tre canti до текстів Габріеле д'Аннунціо i Джозуе Кардуччі, 1945